# St. Martin’s Lane Academy
Die St. Martin’s Lane Academy (auch „Second St. Martin’s Lane Academy“ genannt) war eine 1735 von William Hogarth und mit ihm befreundeten Londoner Künstlern gegründete private Mal- und Zeichenschule, die sich zum Ziel setzte, die moderne einheimische englische Kunst zu fördern. Die Künstler trafen sich regelmäßig in „Old Slaughter’s“, einem Kaffeehaus in der St. Martin’s Lane, London, um ihre neuen Ideen zu diskutieren.

## Vorläufer
Im frühen 18. Jahrhundert gab es in England keine Institution wie die Pariser Académie royale de peinture et de sculpture, die durch regelmäßige Ausstellungen und Preise die französische Kunst förderte. Es gab seit 1711 nur eine von Sir Godfrey Kneller geleitete Zeichenschule in der Great Queen Street, die von George Vertue großspurig als „Academy of Painting“ bezeichnet wurde, doch gibt es keine eindeutigen historischen Belege, ob in dieser Kunstschule wirklich gemalt worden ist. 1718 versuchte der Hofmaler Sir James Thornhill, Knellers Ausbildungsstätte in Schwung zu bringen. Doch dies misslang ebenso wie ein Parallelprojekt von John Vanderbank und Louis Chéron in der St. Martin’s Lane in den frühen 1720er Jahren (die sogenannte „erste“ St. Martin’s Lane Academy, die den jungen Hogarth zu ihren Mitgliedern zählte), weil nicht ausreichend Subskribenten für die privat finanzierten Unternehmungen gefunden werden konnten, so dass Thornhill ab 1724 in seinem Privathaus in der James Street, Covent Garden eine neu eröffnete Zeichenschule betrieb.

## Die 1735 neu gegründete Mal- und Zeichenschule
Für die 1735 vermutlich in „Russell’s Meeting House“, einem großen ehemaligen Versammlungsraum der Presbyterianer am Westende von Peter’s Court, neu einzurichtende, zweite „St. Martin’s Lane Academy“ konnte Hogarth, der in Thornhills Zeichenschule studiert und 1729 die Tochter seines Ausbilders geheiratet hatte, nach Thornhills Tod im Jahre 1734 das Equipment aus der Ausbildungsstätte seines Schwiegervaters nutzen. Die neue Kunstschule sollte demokratisch geleitet und von den Mitgliedern zu gleichen Anteilen finanziert werden. Unterstützt wurde Hogarth bei seinem Projekt von Künstlern wie John Ellys, Francis Hayman und Hubert-François Gravelot. Das Zeichnen „nach der Natur“, d. h. nach dem lebenden menschlichen Modell (und weniger nach Gips-Statuen wie in den traditionellen kontinentalen Kunstakademien), wurde besonders gepflegt. Und um die Akademie für Interessenten attraktiver zu machen, engagierte man wie auch schon in der ersten St. Martin’s Lane Academy weibliche Aktmodelle, deren Posen abgezeichnet werden konnten.
Neben Ellys, Hayman und Gravelot gehörten zu den Mitgliedern der St. Martin’s Lane Academy auch der französische Bildhauer Louis-François Roubiliac und der junge Maler Thomas Gainsborough, der bei Gravelot ausgebildet wurde, außerdem der Goldschmied und Emailleur George Michael Moser, der Medailleur Richard Yeo, der Architekt Isaac Ware sowie der Architekt und neoklassizistische Architekturtheoretiker James Stuart.

## Niedergang der demokratischen Kunstschule
Nachdem die Kunstschule fast zwei Jahrzehnte erfolgreich betrieben werden konnte, kam es in den 1750er Jahren zum schleichenden Niedergang der demokratisch geführten St. Martin’s Lane Academy, weil immer mehr Londoner Künstler sich für eine stärker reglementierte Londoner Kunstakademie nach kontinentalem Vorbild starkmachten, wogegen sich Hogarth eine Zeit lang wehrte. Doch letztlich wurde 1768 unter der Leitung von Hogarths künstlerischem Ex-Rivalen Joshua Reynolds die Royal Academy of Arts gegründet.